# Al-Junaynah
: Đối với thị trấn Sudan ở Darfur, xem Geneina
Al-Junaynah (tiếng Ả Rập: الجنينة, cũng đánh vần Jneineh) là một ngôi làng Syria nằm trong phó huyện Suran ở huyện Hama. Theo Cục Thống kê Trung ương Syria (CBS), al-Junaynah có dân số 341 trong cuộc điều tra dân số năm 2004.